# ويندوز فيستا
ويندوز ڤيستا (بالإنجليزية: Windows Vista)‏ هو نظام تشغيل بواجهة رسومية من إنتاج شركة مايكروسوفت للحاسبات الشخصية التي تشمل حاسبات المنازل والأعمال والحاسبات المحمولة والحاسبات الإعلامية. وهو الإصدار الذي صدر قبل ويندوز 7 لمايكروسوفت ويندوز، قبل الإعلان عن الاسم «ڤيستا» في 22 تموز/يوليو عام 2005، كان نظام التشغيل هذا معروفًا بالاسم الرمزي لونغهورن (بالإنجليزية: Longhorn)‏. انتهى تطوير مايكروسوفت ڤيستا في 8 نوفمبر 2006، وفي الثلاثة أشهر التالية، وُزع على ثلاث مراحل على مطوري البرمجيات ومصنعي أجهزة الحاسوب وأصحاب الشركات والموزعين. وفي 30 يناير 2007، أصبح ويندوز ڤيستا متاحاً لعامة الناس وأيضا متاحا للتحميل في موقع مايكروسوفت. تعد هذه أطول فترة انتظرتها مايكروسوفت قبل أن تطلق نظام تشغيل رئيسيًّا جديدًا، حيث أن آخر نظام تشغيل لها كان قبل خمس سنوات وهو ويندوز إكس بي.
ويندوز ڤيستا لديه المئات من الميزات الجديدة، ولعل أهمها يتضمن واجهة مستخدم جديدة تسمي «ويندوز إرو»، وميزات بحث محسنة، وأدوات جديدة لإنشاء الوسائط المتعددة مثل صانع أقراص الدي في دي، وأنظمة فرعية جديدة ومعاد تصميمها بالكامل للتشبيك والصوت والطباعة والعرض. يهدف ڤيستا إلى زيادة مستوي التواصل بين الحاسبات داخل الشبكات المنزلية من خلال تقنية الند للند، مما يسهل عملية مشاركة الملفات وإعدادات كلمة المرور والوسائط الإعلامية الرقمية بين الحاسبات والمعدات. وبالنسبة للمطورين، فإن نظام ڤيستا يقدم الإصدار الثالث من «إطار عمل.نت» الذي يهدف إلى جعل كتابة البرامج أسهل بكثير للمطورين بهدف تحسين برامج وواجهات النظام التقليدية.
أحد الأهداف الأولية التي أعلنت مايكروسوفت أنها تنوي تحقيقها في ڤيستا هو تحسين حالة الأمن في أنظمة تشغيل «ويندوز». فمن أكثر الانتقادات الشائعة التي توجه لويندوز إكس بي والإصدارات التي سبقته هو عدم حصانته الأمنية التي من الممكن استغلالها بصورة سيئة، وقابليته العامة للبرامج الخبيثة والفيروسات و«تجاوز سعة المخزن المؤقت» (بالإنجليزية:  Buffer Overflows)‏. وفي ضوء هذا، أعلن رئيس مجلس إدارة مايكروسوفت «بل جيتس» في أوائل 2002 عن «مبادرة الحوسبة الجديرة بالثقة» (بالإنجليزية: Trustworthy Computing)‏ والتي تهدف إلى تعاون العمل الأمني مع كل جانب من جوانب تطوير البرمجيات في الشركة. وزعمت مايكروسوفت أنها تعطي الأولوية لتحسين أمن ويندوز إكس بي وويندوز خادم 2003 (بالإنجليزية: Windows Server 2003)‏ أكثر من إنهاء العمل بويندوز ڤيستا، وهو ما أجل من موعد إنهائه بشكل ملحوظ.

## التطوير

شعار ويندوز لونغهورن.

بدأت مايكروسوفت العمل بخطة «لونغهورن» في أيار/مايو 2001، أي قبل عدة أشهر من إطلاق ويندوز إكس بي. سُمِي «لونغهورن» بهذا الاسم تيمنـًا «بصالون لونغهورن» وهو خمارة مشهورة في ويسلر في كولومبيا البريطانية بكندا، وقد كان من المتوقع أن يظهر لونغهورن في الأسواق في أواخر سنة 2003 كخطوة صغيرة بين ويندوز إكس بي و«بلاكوم» (بالإنجليزية: Blackcomb)‏، والذي يعرف بويندوز "فيينا" حاليـًا. وبالتدريج، استوعب «لونغهورن» العديد من التقنيات والميزات الجديدة والهامة التي كانت من المفترض أن تكون من نصيب بلاكوم، مما أدي إلى تأخير موعد الإطلاق عدة مرات. كما أن العديد من المطورين العاملين بمايكروسوفت قد تم تعيينهم لتحسين أمن ويندوز إكس بي. ومع تزايد المخاوف من تأجيل الميعاد بدون هدف، فقد أعلنت مايكروسوفت في 27 آب/أغسطس 2004 أنها كانت تصنع تغييرات هامة. بدأ تطوير «لونغهورن» من جديد اعتمادًا على شيفرة ويندوز خادم 2003 مع اختيار الميزات التي قد تفيد إصدار نظام تشغيل حقيقي. بعض الميزات المعلنة سلفـًا -مثل وين إف إس وNGSCB - قد تمت إزالتها أو تأجيلها، في حين أضيفت ميزات أخرى مثل منهج تطوير البرمجيات الجديد المسمى «دورة حياة تطوير الأمن» (بالإنجليزية: Security Development Lifecycle)‏ بغرض رصد ما يتعلق بأمن قاعدة شيفرة الويندوز.
بعد تغيير الاسم من «لونغهورن» إلى ويندوز ڤيستا وفي حدث غير مسبوق أعلنت مايكروسوفت عن بدء برنامج «اختبار البيتا» والذي تضمن مئات الآلاف من المتطوعين والشركات. وفي أيلول/سبتمبر 2005 قامت مايكروسوفت بطرح الإصدارات المعتادة للمعاينة المسماة بمعاينة المنظمة التقنية (بالإنجليزية: Community Technology Previews)‏ إلى مختبرِي البيتا. تم توزيع أول هذه الإصدارات على الحاضرين في مؤتمر المطورين المحترفين (PDC) لعام 2005 كما تم لاحقًا إطلاقه لمختبري البيتا لدي مايكروسوفت ولمشتركي «شبكة المطورين مايكروسوفت» MSDN. أما الإصدارات التالية فقد ضمت معظم الميزات الموضوعة في خطة المنتج النهائي، فضلا عن عدد من التغييرات في واجهة المستخدم، معتمدة على آراء ومقترحات الكثير من مختبري البيتا.
وقد اكتملت مزاياه تمامًا مع ظهور إصدار المعاينة الذي أطلق في 22 شباط/فبراير 2006، والكثير من العمل الذي تبقى لحين إطلاق الإصدار النهائي من المنتج قد ركز على الاستقرار والأداء وتوافق المشغلات والتطبيقات وعلى توثيق شتى النواحي المتعلقة به. وللمرة الأولى بالنسبة لويندوز ڤيستا، تم إطلاق الإصدار بيتا 2 للمختبرين في أواخر آذار/مايو 2006 وللجمهور عامة في 7 حزيران/يونيو 2006 ضمن برنامج مايكروسوفت «معاينة المستهلك» (بالإنجليزية: Customer Preview Program)‏. قام أكثر من خمسة ملايين فرد بتنزيل تلك النسخة. وفي أول أيلول/سبتمبر 2006، أطلقت مايكروسوفت البنية «المرشحة للإطلاق 1» من ويندوز ڤيستا، ومن المتوقع أن تكون آخر بنية رئيسية قبل إطلاق ويندوز ڤيستا. وبعد ذلك ظهر الإصدار المرشح للإطلاق في السادس من أكتوبر في عام 2006.
وأشارت خريطة الطريق لمايكروسوفت إلى أن تاريخ النسخة النهائية سيكون في أو قبل 25 تشرين الأول/أكتوبر 2006، أي بعد خمس سنوات تمامًا منذ إصدار ويندوز إكس بي. ولكن في مارس 2006، تم الإعلان عن تأخير طرح ڤيستا إلى يناير 2007 وذلك لإتاحة الوقت الكافي لمطوري البرامج والأجهزة للاستعداد لموعد الإطلاق. وتوقع الخبراء والمحللين أن يتبع هذا التأخير تأخيرا آخر وذلك لظهور بعض الاهتمامات من الناحية القانونية في أوروبا وكوريا الجنوبية، وأيضا لقلة النتائج الصادرة واختفاء التقدم في فترة المعاينة. ولكن في 8 نوفمبر/تشرين الثاني 2006، أعلنت مايكروسوفت عن الانتهاء من تطوير مايكروسوفت ڤيستا، منهية بذلك أطول فترة تطورية تخوضها الشركة مع أحد منتجاتها. تكلفت مايكروسوفت 6 مليارات دولار أمريكية لإنتاج هذا النظام.

## ميزات جديدة ومحدثة

### ميزات للمستخدم

تغير شكل مستكشف الويندوز في ڤيستا عن ويندوز إكس بي.

- ويندوز إرو: (بالإنجليزية: Windows Aero)‏ واجهة استخدام جديدة وكلمة إرو هي اختصار لأربع كلمات بالإنجليزية معناهم: أصلي ومليء بالطاقة وانعكاسي ومفتوح.[12] (بالإنجليزية: Authentic, Energetic, Reflective, and Open)‏ ومن إحدى النيات لإنشاء تلك الواجهة الجديدة أن تكون أنقى وأكثر جمالا من إصدارات الويندوز السابقة، وذلك من خلال الشفافية والرسوم المتحركة والألوان المحببة للعين. إلا أن مستخدمي الحواسب المحمولة يقولون بأن بطارية الأخيرة لا تدوم لوقت طويل عندما يتم تشغيل هذه الواجهة الجديدة.[13][14]
- صدفة الويندوز: (بالإنجليزية: Windows Shell)‏ يختلف كثيرًا عن ويندوز إكس بي، حيث يقدم نطاق جديد من التنظيم وإمكانيات البحث. تم حذف خانة المهام (بالإنجليزية: Task pane)‏ من مستكشف الويندوز (بالإنجليزية:  Windows Explorer)‏، ودمج تلك المهام بشريط الأدوات. وتمت إضافة خانة «وصلات مفضلة»، لتسمح بالدخول علي المجلدات المعتادة بنقرة واحدة. وقائمة «البدء - Start» قد تغيرت هي الأخرى، فقد أصبح الوصول للبرامج الموجودة في قائمة Start أسهل من ذي قبل. حتى أن كلمة Start نفسها قد حذفت وأضيف بدلا منها «لؤلؤة» الويندوز (بالإنجليزية: Pearl)‏ ذات اللون الأزرق.
- البحث الفوري: (بالإنجليزية: Instant Search)‏ يُسمّى أيضا البحث أثناء الكتابة - search as you type، وهو أسرع بصورة ملحوظة وباستخدامه أصبحت إمكانيات البحث متعمقة أكثر، وهو يشبه ما تقدمه مايكروسوفت في برنامج Windows Desktop Search ويشبه Spotlight الذي تقدمه شركة أبل (بالإنجليزية: Apple Computer)‏. تمت إضافة مربع البحث إلى قائمة «البدء» وبرنامج المتصفح وإلى العديد من التطبيقات التي تأتي مع ڤيستا. والتصميم الأساسي للبحث الفوري يقوم بفهرسة كمية صغيرة من المجلدات مثل قائمة ابدأ وأسماء الملفات المفتوحة ومجلد المستندات ورسائل البريد الإلكتروني عند فتحها، وبذلك فهو ليس ثقيلا وإنما خفيف جدًا.[15]
- الشريط الجانبي للويندوز: (بالإنجليزية: Windows Sidebar)‏ شريط جديد يظهر على الشاشة من ناحية اليد اليمنى، يشبه برنامج Dashboard لشركة شركة أبل، حيث يستطيع المستخدم أن يضع به أدوات سطح المكتب (بالإنجليزية: Desktop Gadgets)‏، وهي بريمجات صغيرة مصممة لغرض محدد جدًا (كعرض حالة الطقس أو نتائج المباريات). من الممكن أيضـًا وضع الأدوات (بالإنجليزية: Gadgets)‏ في أماكن أخرى من سطح المكتب. وتلك التقنية تشبه تقنيتي سطح المكتب النشط والقناة النشطة (بالإنجليزية: Active Channel)‏ التي ظهرت للمرة الأولى بويندوز 95، ولكن من المتوقع أن تكون تقنية الأدوات أكثر تقدمًا وأكثر نفعًا وألا تكون عبارة عن دمج متصفح مستكشف الإنترنت بنفس طريقة سطح المكتب النشط.
- مستكشف الإنترنت 7: (بالإنجليزية: Internet Explorer 7)‏ هو ترقية لمتصفح الويب الخاص بمايكروسوفت، يدعم التصفح بالألسنة وRSS ومربع للبحث.[16]
- برنامج ويندوز ميديا بلاير 11: (بالإنجليزية: Windows Media Player 11)‏ هو أكبر إصلاح لأشهر برنامج لمايكروسوفت لتشغيل الموسيقى والفيديو. ومن ضمن الميزات الجديدة في هذا الإصدار «عجلة الكلمات» (أو البحث أثناء الكتابة)، وواجهة أنيقة وجديدة بالكامل لمكتبة الوسائط، ومنظم وعارض للصور، والقدرة على مشاركة مكتبات الموسيقى عبر الشبكة مع أجهزة ڤيستا أخرى أو جهاز الألعاب إكس بوكس 360 أو «موسعات مركز الأواسط» (بالإنجليزية: Media Center Extenders)‏.
- مركز التخزين الاحتياطي والاسترجاع: (بالإنجليزية: Backup and Restore Center)‏ هو تطبيق جديد للتخزين الاحتياطي والاسترجاع، يتيح للمستخدمين القدرة على تحديد مواعيد دورية للتخزين الاحتياطي للملفات المخزنة على الحاسوب، بالإضافة إلى القدرة على استرجاع الملفات من نسخ مخزنة سابقًا. وطريقة التخزين الاحتياطي هي طريقة تزايدية، بحيث يتم تخزين الملفات الجديدة أو المعدلة حديثـًا، وبذلك تقل الحاجة إلى مساحات كبيرة على أقراص التخزين. ويتميز أيضـًا بالقدرة على تخزين كل البيانات الموجودة على الحاسوب (بالإنجليزية: Complete PC Backup)‏ إلى ملف واحد على هيئة صورة يمكن تخزينها إما على القرص الصلب أو أقراص الدي في دي. ومن الممكن استخدام هذه الميزة الجديدة لإرجاع البيانات، كل البيانات، والإعدادات إلى مكونات قرص صلب جديد وذلك في حالة فشل أي من تلك المكونات.
- بريد الويندوز: (بالإنجليزية: Windows Mail)‏ وهو بديل لبرنامج آوتلوك إكسبرس ويحتوي على مستودع جديد بالكامل للبريد تم إنشاؤه لتحسين درجة الاستقرار، وللسماح بالبحث الآني.[17] وتم إلحاق عدة ميزات من آوتلوك 2003، لعل أكثرها لفتًا للانتباه هي «ترشيح الرسائل المزعجة» (بالإنجليزية: Junk mail firtering)‏. وقد قدمت القناة التاسعة لشبكة مطوري مايكروسوفت عرضـًا تقديميـًا لبريد الويندوز[18]

محدث الويندوز في ويندوز ڤيستا البنية رقم 5536 مع إضافات ويندوز المتكامل.

- محدّث الويندوز: (بالإنجليزية: Windows Update)‏ أصبح الآن يعمل عن طريق لوحة التحكم (بالإنجليزية: Control Panel)‏ بدلا من كونه تطبيق وب (بالإنجليزية: Web Application)‏، وبذلك فقد تم تسهيل عملية الحصول على تحديثات الأمان والبرامج. وسيتم تحديث قواعد تعريفات الرسائل المزعجة وبرنامج «المدافع» (بالإنجليزية: Defender)‏ تلقائيـًا عبر هذا المحدّث.[19]
- التحكم الأبوي: (بالإنجليزية: Parental controls)‏ تحكم بالمواقع والبرامج والألعاب التي يستطيع كل شخص أن يثبـّتها ويستخدمها.
- عرض الشرائح: (بالإنجليزية: Windows SideShow)‏ يتيح استخدام أجهزة العرض الإضافية للحاسبات المحمولة الجديدة، أو لأجهزة ويندوز المتنقلة (بالإنجليزية: Windows Mobile)‏. والقصد منه هو استخدامه لعرض أدوات المعدات (بالإنجليزية: Device Gadgets)‏ حين يكون الحاسب في حالة التشغيل أو الإغلاق.
- التعرف على الصوت: (بالإنجليزية: Speech recognition)‏ تم دمجه بالكامل في ڤيستا،[20] ويمكن «تدريبه» ليفهم ويتعلم صوت المستخدم. يُستخدم لتشغيل الأوامر لأي تطبيق للويندوز ويسمج بإجراء إملاء للنصوص صوتيًا. ويدعم عدة لغات مثل: الإنجليزية باللهجات البريطانية والأمريكية، الإسبانية، الفرنسية، الألمانية، الصينية التقليدية والمبسطة، واليابانية.
- العديد من الخطوط الجديدة: بما في ذلك ما تم تصميمه خصيصـًا للقراءة على الشاشة، وهناك خط ياباني جديد عالي الجودة. وتم تحسين خاصية ClearType التي تظهر النصوص أوضح على بعض الشاشات.
- الألعاب: تم إعادة كتابة كل لعبة ملحقة بالويندوز، لتستغل إمكانيات ڤيستا الجديدة في عرض الرسوميات. كما ألحقت ألعاب جديدة مثل الشطرنج وMahjong Titans و«المكان الأرجواني». وسيحتوي قسم الألعاب على وصلات ومعلومات عن كل الألعاب الموجودة على حاسوب المستخدم. من ضمن المعلومات التي ستظهر تقديرات «هيئة تقدير البرامج الترفيهية» للألعاب (بالإنجليزية: ESRB rating)‏.
- روزنامة ويندوز: (بالإنجليزية: Windows Calendar)‏ هي تطبيق جديد للمهام والتقويم.
- صالة عرض الصور: (بالإنجليزية: Windows Photo Gallery)‏ هو تطبيق لإدارة مكتبات الأفلام والصور. يستطيع أن يستورد من الكاميرات الرقمية ويضيف الوسوم (بالإنجليزية: Tags)‏ والتقييمات لكل عنصر على حدة، ويضبط الألوان ودرجة التعرض (بالإنجليزية: Exposure)‏، ويُنشئ عرض الشرائح (بالإنجليزية: SlideShows)‏ ثم يعرضها مع إضافة مؤثرات التلاشي إليها ومؤثرات البانوراما (بالإنجليزية: Fade & Pan effects)‏، ويسجل هذه العروض على أسطوانات دي في دي.
- صانع أقراص دي في دي: (بالإنجليزية: Windows DVD Maker)‏ هو رفيق لبرنامج صانع أفلام ويندوز (بالإنجليزية: Windows Movie Maker)‏، يوفر إمكانية تسجيل الفيديو بصيغة الدي في دي ومن ثم تسجيلها على تلك الأقراص.
- مساحة الاجتماعات لويندوز: (بالإنجليزية: Windows Meeting Space)‏ هو برنامج بديل لبرنامج NetMeeting. يمكن المستخدمون من مشاركة تطبيقات (أو أسطح مكاتبهم بالكامل) مع مستخدمين آخرين على الشبكة المحلية، أو عبر الإنترنت باستخدام تقنية الند للند.
- الاستدعاء الخارق: (بالإنجليزية: SuperFetch)‏ هي إستراتيجية لإدارة الذاكرة، تحافظ بذكاء علي الحالة المثلى لمحتويات الذاكرة، معتمدة علي بيانات الاستخدام (بالإنجليزية: Usage patterns)‏ على حاسبات الويندوز. يقوم الاستدعاء الخارق بتحليل بيانات استخدام البرامج لأسابيع عديدة لكي تسمح لويندوز ڤيستا أن يقرر بذكاء المحتوى الذي يجب أن يتواجد في الذاكرة في أي وقت معين. وتسمح تقنية إدارة الذاكرة لويندوز ڤيستا أن يتحرى ويتجنب أخطاء الاستخدام الموجودة بالذاكرة والتي قد تؤدي إلى دفع العمليات ذات الأولوية العليا خارج الذاكرة.
- الدفع الجاهز: (بالإنجليزية: ReadyBoost)‏ هي خاصية تستخدم المعدات الومضية (بالإنجليزية: Flash devices)‏ التي تدعمها تقنية الدفع الجاهز لتحسين كفاءة الذاكرة الرئيسية لويندوز ڤيستا، وبالتحديد فهي تستخدم تلك المعدات بغرض القيام بعملية التخزين المؤقت (بالإنجليزية: Caching)‏. ويدعم الدفع الجاهز العديد من المعدات الومضية، مثل محركات USB 2.0 الومضية وبطاقات SD وبطاقات «كومباكت فلاش» (بالإنجليزية: CompactFlash)‏. ويزيد استخدام الذاكرة الومضية للتخزين المؤقت من أداء ويندوز ڤيستا من 8 إلى 10 مرات إذا قورن بالمحركات الصلبة العادية. ويتم تطبيق عملية التخزين المؤقت هذه على محتويات القرص بالكامل وليس على ملف الصفحات (بالإنجليزية: Page file)‏ أو ملفات النظام فقط. معظم المعدات الومضية أبطأ بالطبع من مثيلاتها الصلبة في عمليات الإدخال والإخراج المتعاقبة (بالإنجليزية: sequential I/O)‏. ويحتوي الدفع الجاهز على منطق لتحسين الأداء يقوم بالتعرف على طلبات القراءة المتعاقبة الكبيرة ويسمح للقرص الصلب أن يخدم تلك الطلبات (وليس المحرك الومضي).
- محفز الجهوزية: (بالإنجليزية: ReadyDrive)‏ يستخدم الأقراص الصلبة الهجينة (بالإنجليزية: Hybrid Hard Disk Drives)‏، وهي وسائط تخزينية قياسية لها إبرة للدوران، وتحتوي على كمية كبيرة من الذاكرة الومضية غير المتطايرة، يستخدمها لتسريع العمليات. تحدث معظم عمليات القراءة والكتابة بداخل الذاكرة المؤقتة (بالإنجليزية: Cache)‏، وبذا فهو يسمح للقرص بأن يبطئ عمله لفترة طويلة، مما يقلل من الضوضاء واستهلاك الطاقة بالإضافة إلى إطالة العمر الافتراضي للمحرك. وتنقص من المدة اللازمة لتشغيل الحاسب من البداية أو استكمال العمل من حالة الثبات (بالإنجليزية: Hibernation)‏ بدرجة ملحوظة عن طريق تخزين البيانات اللازمة في «الذاكرة الومضية المؤقتة»[21] (بالإنجليزية: Flash cache)‏.
- سيتم إضافة دعم خاصية شاشات اللمس (بالإنجليزية: Touchscreen)‏ كجزء من الحاسب اللوحي (بالإنجليزية: Tablet PC)‏، وسيتم دمجه كمكون أساسي في ويندوز ڤيستا.
- حلول وتقارير المشكلات: (بالإنجليزية: Problem Reports and Solutions)‏ تسمح للمستخدمين باستعراض المشكلات السابقة التي أرسلوها وأية حلول أو معلومات أخرى متوفرة.
- إدارة الأقراص: (بالإنجليزية: Disk Management)‏ تم تحسين هذا البرنامج ليسمح بإنشاء وإعادة تحجيم الأقسام (بالإنجليزية: Resize partitions)‏ الموجودة على القرص بدون فقدان أي بيانات.
- مدير مهام الويندوز: (بالإنجليزية: Windows Task Manager)‏ تم تحسينه بإضافة القدرة على التحكم بخدمات الويندوز وعرض خصائص الملف وعرض المسار الكامل وسطر الأوامر للعمليات والقدرة على رؤية الحجم المستخدم للذاكرة العشوائية ولملف الصفحات بشكل أوضح.[22][23]
- أداه جدولة المهام: (بالإنجليزية: Task Scheduler)‏ تم تحسينها بإضافة الكثير من الشروط والمرشحات الجديدة.
- الصوت أيضـًا قد تم تحسينه فيسمح لك بالتحكم بحجم الصوت لكل النظام أو لكل معدة من معدات الصوت أو حتى لكل تطبيق على حدة.
- الإصدارات السابقة: ينشئ نسخ احتياطية من الملفات والمجلدات تلقائيـًا عدة مرات في اليوم. ويظهر للمستخدم العديد من إصدارات الملف التي تم إنشاؤها في تاريخ محدود، ويستطيع المستخدم أن يسترجع أو يحذف أو ينسخ تلك الإصدارات. هذه الميزة متوفرة في إصدارات ويندوز ڤيستا الأعمال (بالإنجليزية: Business)‏ والمؤسسات (بالإنجليزية: Enterprise)‏ والمتكامل (بالإنجليزية: Ultimate)‏ فقط، وهي مُورثـَّة من ويندوز خادم 2003.

مركز التنقلات لويندوز.

- مركز التنقلات لويندوز: (بالإنجليزية: Windows Mobility Center)‏ هو لوحة التحكم (بالإنجليزية: Control Panel)‏ تجمع المعلومات المرتبطة بالحوسبة المتنقلة (بالإنجليزية: Mobile computing)‏، مثل الإضاءة والصوت ومستوى البطارية واختيار مخطط الطاقة (بالإنجليزية: Power scheme)‏ والشبكات اللاسلكية وتكييف الشاشة وإعدادات العروض التقديمية... إلخ.
- المركز الإعلامي لويندوز: (بالإنجليزية: Windows Media Center)‏ سيتم إضافته بالإصدارين "الأوائل المنزلي (بالإنجليزية: Home Premium)‏ والمتكامل (بالإنجليزية: Ultimate)‏" لويندوز ڤيستا، وهو ما كان يباع كإصدار منفصل في ويندوز إكس بي تحت الاسم "Windows XP Media Center Edition".

### تقنيات جوهرية
من المقرر أن يكون ويندوز ڤيستا إصدارًا معتمدًا على التقنية لتوفير بنية صلبة لإضافة التقنيات المتقدمة، والتي يرتبط معظهما بكيفية عمل النظام، أي لن يظهر ذلك صراحة للمستخدم.
- تم إعادة تشييد الصوت والطباعة والعرض والتشبيك بالكامل.
- دعم كامل داخلي لـ IPv6 وسيكون متوافقـًا أيضـًا مع IPv4 أي لن تكون هناك حاجة لشبكات ثنائية البنية. مقاومة محسنة لكل هجمات حجب الخدمة (بالإنجليزية: Deniel-of-Service)‏ المعروفة التي تعتمد على TCP/IP وأنواع أخرى من الهجمات على الشبكة. السماح بعدد أكبر من المكونات المعيارية (بالإنجليزية: Modular components)‏ بأن تدمج أو تحذف ديناميكيـًا. تغيير الإعدادات بدون الحاجة لإعادة تشغيل الحاسب. السماح بجداول الربط (بالإنجليزية: Routing tables)‏ للجلسة على مستوى المستخدم. التحسس التلقائي لبيئة الشبكة وضبط إعدادات الكفاءة الرئيسية مثل TCP receive window.
- إدارة أفضل للذاكرة ولجدولة العمليات. عمليات الإدخال والإخراج (I/O) قد تم تحسينها عن طريق الإلغاء لعمليات الإدخال والإخراج الغير متزامنة وجدولة عمليات الإدخال والإخراج اعتمادًا على أولوية العملية الرئيسية (بالإنجليزية: Thread Priority)‏. تم إعادة كتابة العديد من الخوارزميات والبنيات الخاصة ببيانات النواة (بالإنجليزية: Kernel)‏. إدارة أفضل وجديدة لأجزاء الذاكرة الافتراضية (بالإنجليزية: Heap)‏ مع أمن وكفاءة أعلى.[24]
- تفتح خدمات النظام في جلسة منفصلة ومعزولة. وعمليات المستخدم في جلسة أخرى.
- مدير تعاملات النواة (بالإنجليزية: Kernel Transaction Manager)‏ الجديد يسمح بإجراء عمليات التعاملات النووية عبر أنواع مختلفة من الأشياء، لعل أهمها هو عمليات نظام الملفات (بالإنجليزية: Transactional NTFS)‏ والسجل (بالإنجليزية: Registry)‏.
- تقنية التحري عن العمليات المعلقة (بالإنجليزية: Deadlock Detection Technology)‏ هي تقنية جديدة ستضيف إمكانية الفحص وحل حالات انتظار الإنهاء (بالإنجليزية: Deadlock)‏. وسيتم تدوين هذه الحالات إلى تقارير أخطاء الويندوز أيضًا.

### تقنيات متعلقة بالأمن
الهدف الأولي لتصميم ڤيستا هو تحسين الأمن. ومبادرة مايكروسوفت للحوسبة بثقة (بالإنجليزية: Trustworthy Computing)‏ كان لها تأثيرٌ مباشرٌ على تطوير ڤيستا، حيث هدفت المبادرة إلى تحسين ثقة الجمهور بمنتجات مايكروسوفت. تشمل التقنيات الأمنية ما يلي:

حساب مستخدم يستخدم تقنية التحكم بالحساب، ويبدو اسم أحد المدراء، وهو "ألكس".

- التحكم بحساب المستخدم: هي تقنية أمنية جديدة تتيح للويندوز التعامل بكفاءة كمستخدم «عادي» بصلاحيات أقل. وقد كان هذا أمرًا يصعب تنفيذه في الإصدارات السابقة لويندوز، حيث أن حسابات المستخدمين المحدودة كانت محكومة جدًا وغير متوافقة مع عدد كبير من التطبيقات البرمجية. عندما يحتاج موقفٌ ما حقوق إدارية (بالإنجليزية: Administrative rights)‏ فسيظهر للمستخدم طلب تأكيد هذا الموقف، أو سيظهر له طلب بإدخال كلمة سر أحد المدراء إذا لم يكن هو مديرًا. يتم طلب كلمة السر واسم حساب المدير في بيئة «سطح المكتب المؤمن» (بالإنجليزية: Secure Desktop)‏، حيث يختفي كل ما يظهر على الشاشة ويتعطل مؤقتًا، ويعرض واجهة الطلب المختلفة. ويتم هذا لكي يُمنع خداع تلك الواجهة أو لمنع تتبع نقرات الفأرة بواسطة التطبيق الذي قدم الطلب. تستطيع تقنية «التحكم بحساب المستخدم» أن توفر الملفات والسجل افتراضيـًا.
- تشفير محفز بيتلوكر: هي خاصية لحماية البيانات، توفر تشفير للمحرك الموجود عليه نظام التشغيل بالكامل، وستتوافر هذه الميزة في إصدارات ويندوز ڤيستا المؤسساتي (بالإنجليزية: Enterprise)‏ والمتكامل (بالإنجليزية: Ultimate)‏ فقط.[25][26]
- تقوية خدمات ويندوز: تمنع خدمات الويندوز من أداء أعمال غير مسموحة على ملفات النظام أو السجل أو الشبكات عن طريق تشغيل كل خدمة بحساب مستخدم منفصل تلقائيـًا، وبذلك فهي تمنع دخول البرامج الخبيثة التي تـُلحِق نفسها بخدمات النظام.
- التخطيط العشوائي لاسم الموقع: (بالإنجليزية: Address Space Layout Randomization)‏ يمنع هجمات Return-to-libc التي تبدأ بتجاوز سعة المخزن المؤقت (بالإنجليزية: buffer overflow)‏.
- منصة ترشيح الويندوز: تسمح الأمنية بأداء أعمالها، كأن تسمح لمنتجات جدار الحماية (بالإنجليزية: Firewall)‏ بأن تتفحص الرزم (بالإنجليزية: Packets)‏ الممررة. فتستطيع برامج مكافحة الفيروسات أن تستخدم مرشحات صغيرة لنظام الملفات لتؤدي بعض أنشطة النظام.
- حماية ترقيع النواة : تحمي سلامة النواة للإصدارات 64-bit من هجمات البرامج الخبيثة ومن مشكلات الاعتمادية (بالإنجليزية: Reliability)‏ الغير مقصودة التي تنتج من الترقيع (بالإنجليزية: Patching)‏. وفعليـًا لا تعد هذه ميزة أمنية جديدة في ويندوز ڤيستا، بل تم تدعيمها من قبل على إصدارات الويندوز التي تعمل على معالجات AMD64 وIntel EMT64T مثل خادم 2003 مع حزمة الخدمات الأولي وويندوز إكس بي الإصدار إكس 64. تراقب «حماية ترقيع النواة» الموارد التي تستخدمها النواة أو شفرة النواة وترى إن كانت قد تغيرت، ثم تقوم بإغلاق النظام بالكامل عند وجود أية شفرات أو ترقيعات لبعض البنيات الخاصة بالبيانات (بالإنجليزية: Data Structure)‏ الغير مصرح لها بالتواجد. وقد تم تصميمها للحماية ضد التهديدات مثل «طقم الجذور» (بالإنجليزية: Rootkits)‏، بالرغم من أنها لا تمنع كل الفيروسات أو طقم الجذور أو البرامج الخبيثة من مهاجمة نظام التشغيل.
- الجدار الناري: يدعم ترشيح البيانات الواردة والصادرة. وفيه إمكانية إنشاء قواعد متقدمة لترشيح البيانات. من الممكن تكوين القواعد (بالإنجليزية: Rules)‏ للخدمات باستخدام اسم الخدمة المختارة من قائمة، بدون الحاجة لتحديد المسار الكامل لاسم الملف.[27]
- برنامج المدافع عن ويندوز: (بالإنجليزية: Windows Defender)‏ تم دمج المنتج المقاوم لبرامج التجسس من مايكروسوفت (بالإنجليزية: Microsoft Anti-spyware)‏ بداخل الويندوز، مما يوفر حماية ضد برامج التجسس وضد تهديدات أخرى. يقوم البرنامج بصد التغييرات التي تطرأ على إعدادات النظام، كالتطبيقات الجديدة التي تعمل تلقائيـًا، إلا لو أعطى المستخدم موافقته عليها. ويستخدم الإصدار الجديد برنامج «تحديث ويندوز التلقائي» (بالإنجليزية: Windows Automatic Updates)‏ لاستقبال تحديثات التعريف، وأيضـًا يعمل بشكل ملائم مع حسابات المستخدمين العادية، وله القدرة على الدمج مع مستكشف الإنترنت لفحص التحميلات بعد تنزيلها، وهو ما يقلل من مخاطر تحميل برامج خبيثة بدون قصد.
- مستكشف الإنترنت 7: سيتضمن بداخله مرشح لمواقع الاحتيال (بالإنجليزية: Phishing)‏ ودعم الأسماء العالمية للمواقع (IDN) وتقنية مانع الخداع (بالإنجليزية: Anti-spoofing)‏ ودعم محسَّن للمعايير القياسية. وقد تم إيقاف عمل عناصر ActiveX لزيادة الأمن، بالرغم من سهولة تفعيلها عند الحاجة. ويعمل مستكشف الإنترنت في نظام الحماية ذي الصلاحيات الأقل من تلك التي يملكها المستخدم، وبذلك لن يستطيع المتصفح أن يصل أو يعدل أي شيء آخر غير دليل «ملفات الإنترنت المؤقتة»[28] (بالإنجليزية: Temporary "Internet Files)‏. وتم فك الدمج بين مستكشف الإنترنت ومستكشف ويندوز لزيادة الأمن أيضـًا، حيث أن كتابة عنوان ملفات محلية بداخل الأول سيفتح الثاني، وكتابة عناوين على الويب بداخل الأخير سيفتح الأول.

### تقنيات للأعمال
بالرغم من أن الإمكانيات الجديدة بڤيستا تتمركز حول واجهة المستخدم الجديدة، إلا أن مايكروسوفت قد أضافت عددًا كبيرا من الميزات الجديدة التي ستفيد الشركات التي ما زالت تعمل بويندوز إن تي وويندوز 2000 وويندوز إكس بي.
- صيغة ملفات WIM هي الطريقة الجديدة التي طورتها مايكروسوفت لنشر أنظمة التشغيل. من الممكن إجراء عمليات الصيانة والترقيع على ملفات WIM التي تحتوي على صورة من ويندوز ڤيستا بدون الحاجة لإعادة إنشاء صور جديدة.
- تمت إضافة حوالي 800 من الإعدادات الجديدة في «نهج المجموعة» (بالإنجليزية: Group Policy)‏ تغطي معظم نواحي الميزات الجديدة لنظام التشغيل، بالإضافة إلى التوسع الملحوظ في ضبط إعدادات الشبكات اللاسلكية ومعدات التخزين المتنقلة (بالإنجليزية: Removable storage)‏ وأسطح مكاتب المستخدمين.[29]
- تغيرت تسمية "Services for UNIX" إلى "Subsystem for UNIX-based Applications"، وألحقت بإصدارة الأعمال والمتكامل من ڤيستا. وتم إضافة دعم لعميل «نظام شبكة الملفات» (بالإنجليزية: Network File System)‏.

### تقنيات للمطورين
يحتوي ويندوز ڤيستا على عدد كبير وجديد من واجهات برمجة التطبيقات. أكبرها هو ضم الإصدار 3 من «إطار عمل.نت»، والذي يتكون من عدد من «المكتبة الطبقية» (بالإنجليزية: class library)‏ والملفات العامة لتشغيل اللغة (بالإنجليزية: Common Language Runtime)‏. يضم الإصدار الثالث العديد من التقنيات:
العروضكان اسم «مؤسسة تقدمة ويندوز» (بالإنجليزية: Windows Presentation Foundation)‏ السابق هو Avanlon: وهو نظام فرعي جديد لواجهة المستخدم وإطار عمل مبني على Direct3D (أي DirectX) والرسوم المتجهة، وهو ما سيستغل تقنيات معدات رسوميات الحاسوب الثلاثية الأبعاد (بالإنجليزية: 3D computer graphics hardware)‏ وDirect3D. وبهذا فهو الأساس لبناء التطبيقات ومزجها مع واجهة المستخدم للتطبيقات والوثائق والمحتويات المسموعة أو المرئية الأخرى.
التواصلكان اسم «مؤسسة تواصل ويندوز» (بالإنجليزية: Windows Communication Foundation)‏ السابق هو Indigo: وهو نظام فرعي للمراسلات يُصنـَّف كإحدى الخدمات، سيسمح للتطبيقات والأنظمة أن تعمل فيما بينها محليـًا أو عن بعد باستخدام خدمات الويب.
فيض الأعمالتم الإعلان عن «مؤسسة فيض الأعمال لويندوز» (بالإنجليزية: Windows Workflow Foundation)‏ في آب/أغسطس 2005، وهو يسمح بأتممة المهام وتنفيذ حركات التعامل المدمجة (بالإنجليزية:  Intergrated transactions)‏ باستخدام «فيض الأعمال» (بالإنجليزية: workflows)‏. وهو طراز للبرمجة ومحرك وأدوات لبناء تطبيقات مُمَكـَّن بها فيض الأعمال بداخل الويندوز.
الهويةكان اسم «البطاقة الرقمية لويندوز» (بالإنجليزية: Windows CardSpace)‏ السابق هو «بطاقة المعلومات» (بالإنجليزية: InfoCard)‏: هو مكون برمجي يخزن بأمان الهويات الرقمية للشخص، ويوفر واجهة موحدة لاختيار الهوية لتنفيذ إحدى الإجراءات، كالولوج على أحد مواقع الويب.
جميع التقنيات السابقة سيتم إضافتها لويندوز إكس بي وويندوز خادم 2003 لتسهيل تقديمهم أول مرة للمطورين والمستخدمين العاديين.
وسيكون هناك أيضـًا تطور جديد وملحوظ لواجهات برمجة التطبيقات في قلب نظام التشغيل، ولعل أكثرها ملاحظة هو الصوت والتشبيك والطباعة وواجهات العرض، المعاد بناؤها جميعا بالكامل، والتغييرات الجذرية للبنية التحتية للأمن والتحسينات المتعلقة بتطوير وتثبيت التطبيقات ("ClickOnce" وWindows Installer 4.0) وطراز جديد لتطوير مشغلات المعدات وميزة "Transactional NTFS" وتعزيزات واجهة برمجة تطبيقات الحوسبة المتنقلة (بالإنجليزية: mobile computing API)‏، أي إدارة الطاقة ودعم حبر الحاسب اللوحي (بالإنجليزية: Tablet PC)‏ وعرض الشرائح، بالإضافة لتحديثات جذرية، أو استبدال كامل، للعديد من الأنظمة الفرعية الأساسية مثل Winlogon وCAPI.
هناك بعض المشاكل بالنسبة لمطوري البرمجيات الذين يستخدمون بعض واجهة برمجة التطبيقات الرسومية في ڤيستا. فالألعاب أو البرامج التي يتم بناؤها على Direct3D 10 الملحق بڤيستا لن تعمل على الإصدارات الأقدم من ويندوز، حيث أن Direct3D 10 ليس متوافقـًا مع Direct3D 9.

### ميزات تلاشت
تم استبدال أو حذف بعض المكونات والميزات التي كانت بارزة في ويندوز إكس بي، لعل أهمها هو حذف ويندوز مسنجر ومستكشف إم أس إن، وإبدال «ملتقى الشبكة» (بالإنجليزية: NetMeeting)‏ بموقع ملتقى ويندوز (بالإنجليزية: Windows Meeting Space)‏. لا يحتوي ويندوز ڤيستا على تيمة «لونا» التي كانت موجودة بويندوز إكس بي. وتم حذف ميزة «ملفات العتاد الصلب» (بالإنجليزية: Hardware Profiles)‏ وكذلك دعم تقنيات للوحات الأم (بالإنجليزية: Motherboards)‏ القديمة مثل ناقل «البنية الممتدة لمعايير الصناعة» EISA و«الإدارة المتقدمة للطاقة» APM. كما حذفت مايكروسوفت الملف WinHlp32.exe الذي يستخدم لعرض ملفات المساعدة التي تحمل الامتداد hlp من ويندوز ڤيستا، حيث اعتبرته الشركة ملفًا لا استخدام له.

### ميزات مؤجلة
تم الإعلان علنيـًا خلال مرحلة التطوير عن عدد من الميزات ولكنها لم تعد مدرجة ضمن قائمة الميزات التي ستوجد بالإصدار المبدئي لويندوز ڤيستا.
- كان وين إف إس - WinFS هو الاسم الكودي لطبقة شبكة المعلومات المتصلة مبنية فوق نظام ملفات التقنية الحديثة، وكان مبنيـًا بدون تقيد شديد على SQL Server 2005. في آب/أغسطس 2004 أعلنت مايكروسوفت أن وين إف إس لن يتم إضافته إلى ويندوز ڤيستا. ذلك بسبب العوائق الزمنية المتعلقة بتطوير تلك التقنية. بدأت مايكروسوفت العمل على هذه التقنية من منتصف التسعينيات. قالت مايكروسوفت ذات مرة إن وين إف إس سيتم إصداره كجزء منفصل عن ڤيستا، ولكن في 23 من حزيران/يونيو 2006 أعلنت مايكروسوفت أنها قررت دمج بعض الميزات التي طورتها بالإصدار التالي من ADO.NET وSQL Server، وهو ما قد ألغى مشروع وين إف إس المنفصل.
- لن يتم إلحاق صدفة طتقة ويندوز - Windows PowerShell - المعروفة بالاسم الكودي «موناد» - بويندوز ڤيستا بسبب مسائل تتعلق بالوقت. ولكن مايكروسوفت أعلنت أنه سيكون متاحـًا للتحميل بشكل منفصل في الربع الأخير من 2006. وحاليـًا يوجد إصدار قبل نهائي متاحٌ للتحميل.
- تم التخلي عن «بنية قاعدة الجيل التالي الآمنة للحوسبة» (بالإنجليزية: Next-Generation Secure Computer Base architecture)‏ في ويندوز ڤيستا وذلك نظرًا للصعوبات الهائلة التي يواجهها المطورون غير العاملين بمايكروسوفت عند دعم النظام، خاصة بسبب نقص الدعم الخاص بكتابة «جذر العمل الموثوق» (بالإنجليزية: Trusted Operating Root)‏ باستخدام شيفرة مدارة بدوت نت. وما زالت بعض النواحي المتعلقة بمبادرة قاعدة الجيل التالي الآمنة للحوسبة موجودة بالفعل مثل دعم رقاقات معيار المنصة الموثوق بها، بالرغم من أن دورها الحالي محدود بتوفير ميزات التعمية (بالإنجليزية: cryptography)‏ التي ستدعم تشفير محرك بت لوكر.
- كان من المقرر إدراج دعم «واجهة المد الثابتة» لإنتل بويندوز ڤيستا ولكن تم حذفه بسبب ما وصفته مايكروسوفت بنقص الدعم على حاسبات المكاتب.[38] اكتملت محددات UEFI 2.0 (التي وضعت بدلا من EFI 1.10) في بداية عام 2006، ولم يستطع مصنعو الواجهة حتى منتصف 2006 أن يكملوا تنفيذ الإنتاج. صرحت مايكروسوفت أنها تنوي إضافة دعم 64-bit UEFI إلى التحديثات المستقبلية لڤيستا، ولكنها لن تدعم 32-bit UEFI.
- مزامنة الحاسب بالحاسب (بالإنجليزية: PC-to-PC Sync)‏ هي تقنية لمزامنة المجلدات على عدد من الحاسبات باستخدام تقنية الند للند، وقد تم حذفها لأسباب تتعلق بالجودة. وتخطط مايكروسوفت لإصدارها بعد إصدار ڤيستا.

## الواجهات الرسومية
لويندوز ڤيستا أربع واجهات رسومية مختلفة.
ويندوز إروإن واجهة ڤيستا الأولية المسماة بويندوز إرو مبنية على "محرك تكوين مكتبي "يدعي مدير إطارات سطح المكتب" (بالإنجليزية: Desktop Window Manager)‏. ويضيف ويندوز إرو الدعم للرسوميات الثلاثية الأبعاد (معروف باسم Flip 3D) ودعم النصف شفافية والرسوم المتحركة بالإطارات (بالإنجليزية: Window animations)‏ ومؤثرات بصرية أخرى، وهو مصمم لبطاقات الرسوميات العالية الجودة ويتطلب الكثير من متطلبات العتاد كذاكرة رسوميات قدرها 64 ميجا بايت كحدٍ أدنى، وهو ما تحدده الكثافة النقطية للشاشة (أي درجة الاستبانة). لا تخطط مايكروسوفت لإضافة ويندوز إرو في إصدارات ڤيستا للمبتدئين والأساسية، ويتطلب كلا ويندوز إرو وFlip 3D اجتياز امتياز الويندوز الأصلي (بالإنجليزية: Windows Genuine Advantage)‏.
ويندوز ڤيستا القياسييختلف عن ويندوز إرو في عدم احتوائه على الشفافية والرسوم المتحركة بالإطارات ومؤثرات رسومية متقدمة أخرى مثل Flip 3D. ويستخدم نفس محرك التكوين المكتبي الذي يستخدمه ويندوز إرو، ويتطلب نفس متطلبات العتاد لويندوز إرو. وهذا هو النظام المختار تلقائيـًا للإصدار الأساسي المنزلي لويندوز ڤيستا. وهو لا يدعم إصدارُ المبتدئين.
ويندوز ڤيستا الأساسيلا يستخدم هذا النظام محرك الإطارات المكتبي الجديد ويتشابه مع واجهة ويندوز إكس بي الرسومية في إحدى النواحي بإضافة الرسوم المتحركة الدقيقة مثل تلك الموجودة على أشرطة تقدم التحميل. ولا يوجد به ميزة الشفافية أو النصف شفافية ولا الرسوم المتحركة بالإطارات ولا Flip 3D ولا أي وظيفة من الوظائف التي يوفرها مدير إطارات سطح المكتب. ولا يتطلب مشغلات من فئة «طراز مشغلات العرض لويندوز» إنما يحتاج نفس متطلبات بطاقة العرض في ويندوز إكس بي.
ويندوز التقليديةهو خيار المؤسسات التجارية التي تنشر ويندوز على العديد من الأجهزة وتقوم بعمليات الترقية، وتشبه تلك الواجهة إلى حد كبير واجهة ويندوز 2000 وويندوز 2003، ولا تستخدم «محرك التكوين المكتبي» الجديد ولا تتطلب مشغل من فئة «طراز مشغلات عرض ويندوز». وتقدم تلك الواجهة العديد من أنظمة الألوان، وهي مجموعة من إعدادات الألوان. ويحتوي ويندوز ڤيستا على أربعة أنظمة للألوان عالية التباين بالإضافة إلى أنظمة الألوان الموجودة بويندوز 95 وويندوز 2000.

## متطلبات العتاد
تصنف مايكروسوفت الحاسبات القادرة على تشغيل ويندو ڤيستا إلى «قادر على ڤيستا» (بالإنجليزية: Vista Capable)‏ و«مجهز لتشغيل فيستا» (بالإنجليزية: Vista Premium Ready)‏. والحاسب القادر على ڤيستا أو أي حاسب مكافئ له يجب أن يحتوي على معالج بتردد 800 ميجا هرتز على الأقل وذاكرة عشوائية مقدارها 512 ميجا بايت وبطاقة رسوميات من فئة DirectX 9 ولن يكون قادرًا على دعم الرسوميات العالية الكفاءة الخاصة بڤيستا، بما في ذلك واجهة إرو. أما الحاسب المستعد لڤيستا الأوائل سيستغل الميزات العالية لڤيستا ولكنه سيحتاج إلى معالج ذي تردد 1 جيجا هرتز على الأقل وذاكرة رئيسية مقدارها 1 جيجا بايت وبطاقة رسوميات متوافقة مع إرو بذاكرة رسوميات مقدارها 128 ميجا بايت على الأقل وتدعم طراز مشغلات العرض للويندوز. وتقدم الشركة أيضـًا برنامجًا على موقعها مرشح للإطلاق اسمه مرشد الترقية لويندوز ڤيستا (بالإنجليزية: Windows Vista Upgrade Advisor)‏ يقوم بتحديد إمكانيات الحاسب ويقارنها بمتطلبات ڤيستا. وتعمل هذه الأداة على ويندوز إكس بي فقط.
|                                 | قادر على تشغيل ڤيستا | مستعد لڤيستا الأوائل                                                                                   |
| ------------------------------- | -------------------- | --- |
| المعالج                         | 800 ميجا هرتز        | 1 جيجا هرتز                                                                                            |
| الذاكرة العشوائية               | 512 ميجا بايت        | 1جيجا بايت                                                                                             |
| بطاقة الرسوميات                 | قادر على DirectX 9   | معالج رسوميات قادر على DirectX 9 مع خاصية Pixel Shader v2.0 ودعم مشغل من فئة طراز مشغلات العرض لويندوز |
| ذاكرة الرسوميات                 | --                   | 128 ميجا بايت لكثافة نقطية 2756000 بيكسل (أي 2560×1600) أو 512 ميجا بايت أو أكثر لدرجة استبانة أعلى    |
| القرص الصلب                     | 20 جيجا بايت         | 40 جيجا بايت                                                                                           |
| المساحة الفارغة على القرص الصلب | 15 جيجا بايت         | 15 جيجا بايت                                                                                           |
| نوع القرص الصلب                 | عادي                 | عادي، ولكن ينصح بقرص صلب مهجن أو ذاكرة ومضية مهجنة.                                                    |
| المحركات الأخرى                 | --                   | محرك أقراص الفيديو الرقمية DVD                                                                         |

## متطلبات بطاقة الرسوميات
تستطيع كل بطاقات الرسوميات التي تعمل مع ويندوز إكس بي وويندوز 2000 أن تعمل افتراضيـًا مع واجهات ويندوز التقليدية والأساسية. ولكن الجدل كله يدور حول متطلبات بطاقة الرسوميات لواجهة ويندوز إرو.
لم تكن هناك أية بطاقة رسوميات متوافقة مع ويندوز إرو خلال المرحلة الأولي من تطوير ڤيستا إلا بطاقة ATI Radeon 9800 Pro وnVidia GeForce FX 5900. ومنذ ذلك الحين، ازداد الدعم ليشمل كل البطاقات القادرة على DirectX 9، حيث تم إضافة دعم عائلة بطاقات nVidia GeForce FX وما بعدها، وبطاقات ATI Radeon 9500 وما بعدها، وبطاقات GMA 950 المدمجة من إنتل، ورقاقات VIA وS3 Graphics، وذلك بدءًا من ڤيستا بيتا 2.
لم تعلن مايكروسوفت إذا كانت بطاقات الفيديو من نوع AGP أو PCI هي مطلب أساسي لويندوز إرو أم لا. وهناك عدة بطاقات من نوع PCI متوافقة مع ويندوز ڤيستا:
- ستعمل بطاقات إنفيدا من نوع PCI مع ويندوز ڤيستا، وهي بالتحديد GeForece FX 5200 وFX 5500 وFX 5700 LE و6200، وذلك تبعًا لما أعلنته إنفيدا.[46][47]
- صرحت BFG Technologies ومكتبها 3D Fuzion أن بطاقة GeForce 6200 من النوع PCI ستكون مستعدة لڤيستا، وهي البطاقة الوحيدة من نوع PCI بمعالج رسوميات حتى الآن.
- قام VisionTek شريك ATI بإصدار بطاقات من نوع PCI لشريحة Radeon X1300.

ويتطلب ويندوز إرو دعم مشغلات من نوع «طراز مشغلات العرض لويندوز» (WDDM) لأي بطاقة رسوميات، ولن يسمح ڤيستا بوجود أكثر من مشغل واحد بالإضافة لمشغل «طراز مشغلات العرض لويندوز». وسيؤثر هذا على المستخدمين الذين يسعون لدعم أكثر من شاشة عرض باستخدام بطاقات من شركات مختلفة.

## الإصدارات
أعلنت مايكروسوفت في السادس والعشرين من شباط/فبراير 2006 أن ويندوز ڤيستا سيظهر في الأسواق بستة إصدارات. جميعها ستكون متاحة لكل من منصة 32-بت و64-بت، ما عدا إصدار ويندوز ڤيستا للمبتدئين، حيث سيكون متاحـًا للبنية المعمارية 32-بت فقط.
ويندوز ڤيستا للمبتدئينيشبه إلى حد كبير ويندوز إكس بي إصدار المبتدئين، ويقتصر هذا الإصدار على الأسواق الصغيرة مثل أسواق الهند وروسيا والمكسيك والبرازيل وتايلند وإندونيسيا، حتى يكون استخدام الويندوز شرعيا بدلا من استخدام النسخ الغير مصرح بها. ولن يتوافر هذا الإصدار بالولايات المتحدة الأمريكية ولا أوروبا. وسيكون بهذا الإصدار جوانب قصور عديدة وهامة، مثل السماح للمستخدم بتشغيل ثلاث تطبيقات في المرة الواحدة، وعدم قبول أي اتصال وارد من الشبكة، وأقصى حد للذاكرة العشوائية سيكون 2 جيجابايت وسيعمل علي نظام 32-بت فقط. بالإضافة إلى أن معالجات بنتيوم 3 وسيليرون من إنتل، ومعالجات سيمبرون ودرون وجيود من إيه إم دي (AMD) فقط هي التي سيدعمها هذا الإصدار.
ويندوز ڤيستا الأساسي المنزلييشبه ويندوز إكس بي إصدار المنازل، يتوجه هذا الإصدار إلى المستخدمين الحريصين علي ميزانيتهم ولا يريدون دعم متقدم للوسائط الإعلامية من أجل الاستخدام المنزلي. لا يدعم هذا الإصدار تيمة ويندوز إرو ولا تأثيرات النصف شفافية. يدعم الإصدار «المنزلي الاساسي» ذاكرة عشوائية تصل حتى 8 جيجابايت.
ويندزو ڤيستا المنزلي الكاملتحتوي على كل الميزات من الإصدار الأساسي المنزلي وتضيف دعم أكبر لميزات متقدمة مثل دعم تليفزيونات عالية الوضوح وتسجيل الدي في دي. وبه أيضـًا ألعاب أكثر ودعم للحاسب اللوحي (بالإنجليزية: Tablet PC)‏ والمحمول وتشفير لنظام الملفات وتطبيق لإدارة الصور. ومن الممكن تشبيه هذا الإصدار بإصدار ويندوز إكس بي «نسخة مركز الأواسط» (بالإنجليزية: Media Center Edition)‏ وإصدار الحاسب اللوحي. يدعم إصدار الأوائل المنزلي ذاكرة عشوائية حتى 16 جيجابايت.
ويندوز ڤيستا للأعماليقارن بويندوز إكس بي للمحترفين، ويتوجه إلى سوق العمل. لا يوجد به ميزات المركز الإعلامي (بالإنجليزية: Media Center)‏ الموجودة بإصدار الأوائل المنزلي، ولكن به خادم الويب خادمات معلومات الإنترنت ودعم للفاكس ودعم للملفات غير العاملة (بالإنجليزية: offline files)‏ ودعم لمعالجين وسطح المكتب البعيد (بالإنجليزية:  Remote Desktop)‏ وإمكانيات تعاونية لميزة الند للند وميزة الإصدارات السابقة ودعم ذاكرة عشوائية تصل لـ128 جيجابايت. لا يتطلب هذا الإصدار تنشيط المنتج.
ويندوز ڤيستا للمؤسساتيتوجه هذا الإصدار إلى سوق قطاع المؤسسات ويحتوي على كل ميزات إصدار الأعمال. بالإضافة إلى ميزات أخرى مثل إصدار الجلسة الواحدة من برنامج «الحاسوب الظاهري» (بالإنجليزية: Virtual PC)‏، ودعم لواجهات متعددة اللغات وتشفير محفز بيتلوكر ودعم تطبيقات يونكس (UNIX). لن يتم توفير هذا الإصدار خلال القنوات بيع التجزئة ولا «المُصَنـِّع الأصلي للمعدات» (OEM)، بل من خلال تأمين برمجيات مايكروسوفت (بالإنجليزية: Microsoft Software Assurance)‏.
ويندوز ڤيستا المتكامليضم هذا الإصدار جميع ميزات الإصدارين الأوائل المنزلي والمؤسساتي، ويأتي أيضـًا مع دعم لإنشاء بودكاست، ومحسِّن لأداء الألعاب (WinSAT)، وإمكانيات لسحب الدي في دي، وخدمات خاصة على الإنترنت لتحميل الوسائط الإعلامية، وكذلك خيارات إضافية لخدمة المستهلك. يهدف هذا الإصدار إلى أن يكون أكثر إصدارات ڤيستا إثارة للانتباه، وهو مصمم لمستخدمي الحاسوب الذين يحتاجون لإمكانيات عالية، ولمحبي الألعاب، وخبراء الوسائط المتعددة، ولكل المهوسين بالحاسبات.
وسيتم بالإضافة لكل هذا توفير الإصدارين «الأعمال إن» (بالإنجليزية: Business N)‏ و«الأساسي المنزلي إن» (بالإنجليزية: Home Basic N)‏ للاتحاد الأوربي. وسيكون هذان الإصداران خاليان من ويندوز ميديا بلاير لتطبيق العقوبة الموقعة علي مايكروسوفت لخرقها قوانين عدم الثقة.
وسيتم شحن الإصدارات الثلاثة التي ستباع بالتجزئة (الأساسي المنزلي والأوائل المنزلي والمتكامل) على نفس قرص الدي في دي، حيث سيكون مفتاح الترخيص الذي يشتريه المستخدم هو الذي يحدد الإصدار الذي سيتم تثبيته. وسيكون من الممكن فك ميزات الإصدار الأوائل المنزلي أو المتكامل في أي وقت عن طريق شراء رخصة ترقية لمرة واحدة باستخدام أداة موجودة بلوحة التحكم تدعي «ترقية الويندوز في أي وقت» (بالإنجليزية: Windows Anytime Upgrade)‏. ومن الممكن أيضـًا ترقية إصدار الأعمال إلى الإصدار المتكامل. وسيبيع هذه الرخص «المصنعون الأصليون للمعدات» (OEM) أو زملاء مايكروسوفت، ولن تقوم مايكروسوفت ببيعها مباشرةً.
و قد أكدت مايكروسوفت أن أسعار ڤيستا ستكون كالتالي (بالدولار الأمريكي):
|                 | السعر العادي | رخصة إضافية | سعر الترقية | رخصة إضافية |
| --------------- | ------------ | ----------- | ----------- | ----------- |
| المتكامل        | $399.00      | $359.00     | $259.00     | $233.00     |
| الأعمال         | $299.00      | $269.00     | $199.95     | $179.00     |
| المنزلي الكامل  | $239.00      | $215.00     | $159.00     | $143.00     |
| المنزلي الأساسي | $199.00      | $179.00     | $99.95      | $89.95      |

## الانتقادات
تشمل انتقادات ويندوز ڤيستا القلق حول المضاعفات الأمنية في جزء كبير من الشيفرة الجديدة، وعدد من التقنيات الجديدة التي تهدف إلى الحد من نسخ الوسائط الرقمية، وقابلية استخدام تقنية «التحكم بحساب المستخدم» الأمنية الجديدة. كما لاحظ النقاد أوجه التشابه بين واجهة ڤيستا ومثيلتها في نظام تشغيل أبل المسمى ماك أو.إس إكس. وهناك قلق متزايد حول متطلبات العتاد العديدة للحاسبات الـ«جاهزة لڤيستا الأوائل». وبعد إعلانه التقاعد خلال عام، قال ستيف بالمر المدير التنفيذي لمايكروسوفت إن ويندوز فيستا كان أسوأ منتج للشركة خلال فترة إدارته، وأنه أكثر قرار ندم عليه.

### ڤيستا يتطلب عتادا قويا
مع ان الكثير من الحواسب الآن تستخدم نظام فيستا غير أن بعض ميزاته تتطلب عتاداً قوياً، على سبيل المثال «واجهة أيرو» (بالإنجليزية: Aero interface)‏ الشيء الذي أثر سلبا على انتشار بعض ميزاته خاصة فيما يتعلق بالسمة (بالإنجليزية: Premium features)‏. في مايو 2005، نشرت صحيفة التايمز البريطانية أن اقل من 5% فقط من الحواسيب الموجودة في السوق البريطانية يمكنها استعمال كل ميزات فيستا.

### بطء عمليات الملفات
عند إطلاقه أول مرة كان أداء ويندوز ڤيستا لعمليات الملفات، كالنسخ واللصق والإرسال، بطيء إذا ما قورن بعمليات الأنظم الأخرى.

## انتهاء الدعم
في تاريخ 11 أبريل 2017، أعلنت شركة مايكروسوفت عن انتهاء دعم ويندوز فيستا، بعد دعم النظام عشر سنوات، لن تتوفر أيةً تحديثات أمنية أو دعم من الشركة بعد الآن.

## وصلات خارجية
- الموقع الرسمي لويندوز ڤيستا على مايكروسوفت.
- حملة توضح الأبعاد السيئة لتبني نظام التشغيل ويندوز ڤيستا تديرها مؤسسة البرمجيات الحرة (بالإنجليزية: Free Software Foundation)‏.